# Chim xanh Nam Bộ
Chim xanh Nam Bộ còn được gọi là chim xanh cánh lam (danh pháp hai phần: Chloropsis cochinchinensis (Gmelin, 1788)) là một loài chim thuộc họ Chim xanh (Chloropseidae).

## Hình ảnh

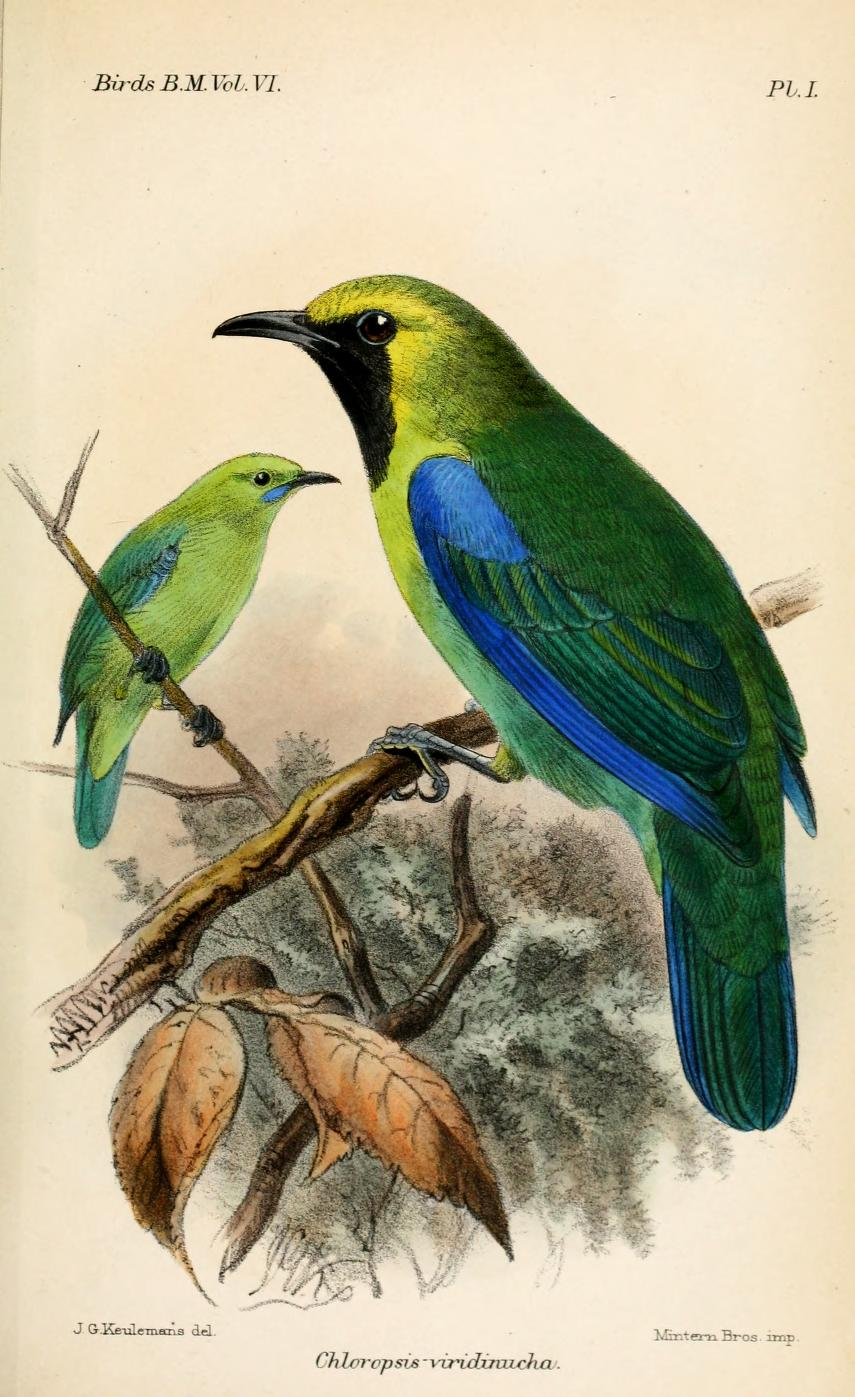
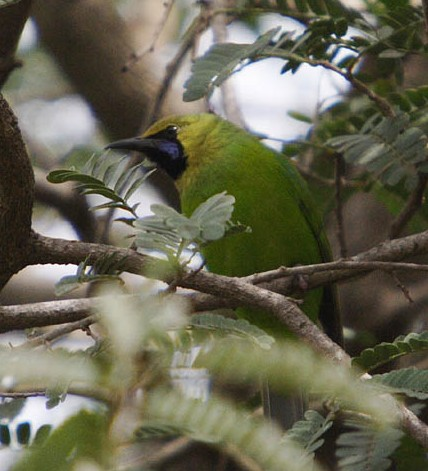
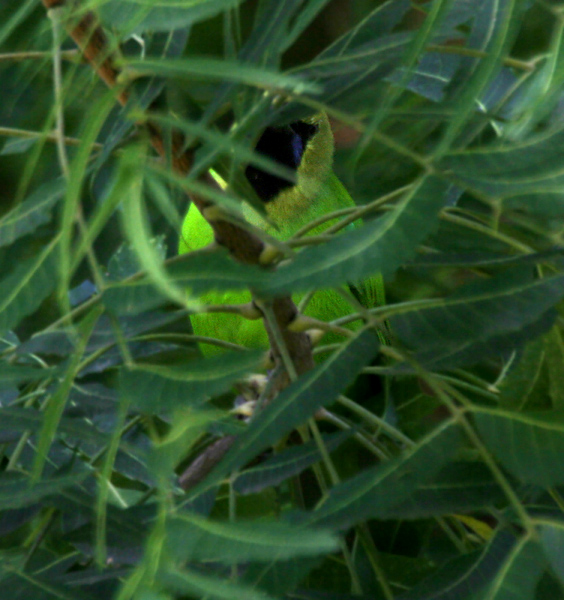
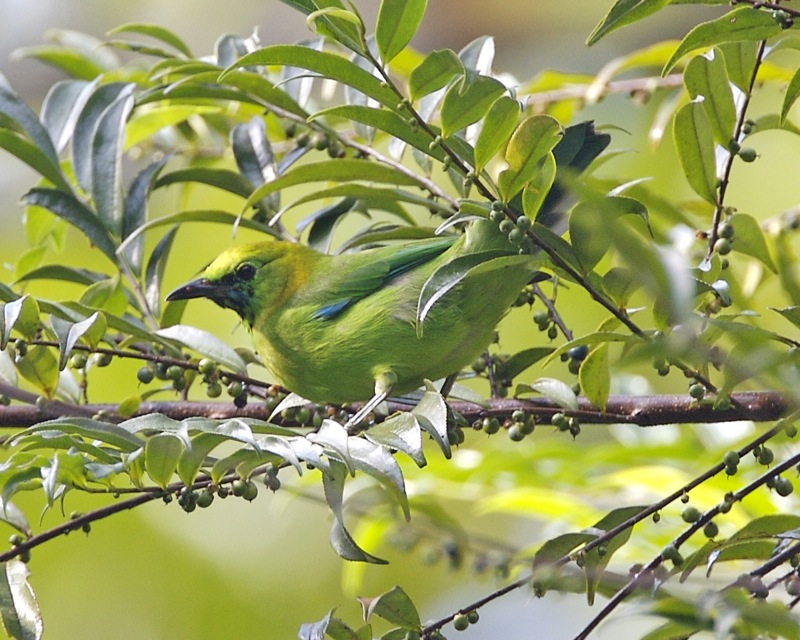

## Đặc điểm nhận biết
Chim cỡ trung bình, to bằng chào mào, bộ lông đầu, hai bên cổ có màu lục nhạt phớt vàng. Mắt nâu mỏ đen. Quanh mắt, má, họng đen. Ngực, bụng, dưới đuôi màu lục nhạt, phớt vàng.

## Tập tính sinh học
Chim xanh Nam Bộ sống theo đàn, kiếm ăn tại các rừng nghèo nhiều dây leo bụi rậm, ăn côn trùng.
Chim xanh Nam Bộ là loài có ích cho lâm nghiệp và nông nghiệp.

## Phân loài
- Chloropsis cochinchinensis natunensis